# 華萊士山
華萊士山（英語：Mount Wallace），是南極洲的山峰，位於古爾德海岸，處於羅冰川終點南面，屬於毛德王后山脈中塔普利山脈的一部分，海拔高度1,490米，美國地質調查局根據測量和美國海軍拍攝的空中照片繪入地圖，現時由南極條約體系管理。